# День работника следственных органов
День работника следственных органов МВД России — профессиональный праздник работников следственного аппарата органов внутренних дел Российской Федерации. Праздник не имеет официального статуса, но отмечается в органах внутренних дел МВД РФ ежегодно, 6 апреля.
Одновременно официальный праздник — День сотрудника органов следствия Российской Федерации — отмечается ежегодно 25 июля. Это профессиональный праздник сотрудников и работников Следственного комитета Российской Федерации, сотрудников и работников следственных подразделений Министерства внутренних дел, Федеральной службы безопасности.
День сотрудника органов следствия Российской Федерации отмечается начиная с 2014 года, в соответствии с Постановлением Правительства Российской Федерации от 27 августа 2013 г. № 741 «О дне сотрудника органов следствия Российской Федерации».

## История и празднование
6 апреля 1963 года Президиум Верховного Совета Союза Советских Социалистических Республик передал своим Указом право производства предварительного следствия Министерству охраны общественного порядка СССР (позднее МВД СССР). По сути введение этого Указа в действие означало начало официальной деятельности следственного аппарата органов внутренних дел.
После распада СССР «День следователя» продолжают праздновать в Российской Федерации.
«День работника следственных органов» не имеет официального статуса и не является нерабочим днём. Однако, несмотря на это, чиновники нередко поздравляют работников следственных органов с днём рождения этой структуры. Так, например, в 2009 году представители «партии власти» на своём сайте сделали заявление, приуроченное к этой дате. В нём, в частности говорилось:

… «Единая Россия» сердечно поздравляет работников следственных органов с профессиональным праздником! Ваша работа отличается повышенной опасностью. Чтобы стать следователем, нужно обладать редкими волевыми качествами. Мы ценим Вас за примерное исполнение служебных обязанностей, высокий профессионализм. Желаем Вам крепкого здоровья, благополучия и счастья!

Также в ГУВД есть традиция награждать и премировать в этот день наиболее отличившихся следователей.